# Paula Wolf-Kalmar
Paula Wolf-Kalmar est une joueuse d'échecs autrichienne née Paula Klein le 11 avril 1880 à Agram au Royaume de Croatie-Slavonie et morte le 29 septembre 1931 à Vienne (Autriche). Elle fut troisième du premier championnat du monde d'échecs féminin en 1927, puis vice-championne du monde d'échecs en 1930 et 1931 derrière Vera Menchik.

## Biographie
Paula Wolf-Kalmar était très discrète sur sa vie privée. De son premier mariage à Vienne avec un certain Kalmar, on sait juste qu'elle eut un enfant. Elle était modiste de profession et apprit à jouer aux échecs en 1913. En 1925, elle se remaria avec le joueur d'échecs Heinrich Wolf. Le mariage ne dura que quelques années. 
Paula Wolf mourut en septembre 1931 de diabète.